# Erna Hawelka
Erna Hawelka (Zagreb, 19. rujna 1944.), hrvatska gimnastičarka. Natjecala se za Jugoslaviju.
Natjecala se na Olimpijskim igrama 1972. u višeboju, pojedinačno i ekipno. Pojedinačno je osvojila 103., a ekipno 17. mjesto.
Na Mediteranskim igrama 1971. je i ekipno i pojedinačno osvojila srebro.
Bila je članica Zagreba.